# Harira

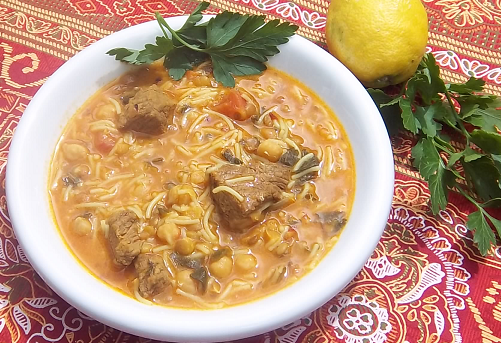
Harira

Harira (Arabisch: الحريرة, Berbers: Azekkif of Taḥrirt) is een soep van Marokkaanse oorsprong. De soep wordt gemaakt in Marokko en het westen van Algerije. In Marokko wordt het als nationaal gerecht beschouwd. Het is een gebonden, rijkgevulde soep met als belangrijkste ingrediënten tomaten, kikkererwten, linzen en selderij.

## Tradities
In de verschillende streken in Marokko en Algerije bestaan verschillende varianten op deze soep. Tijdens de ramadan wordt harira dagelijks gegeten bij het verbreken van het vasten, dit omdat de soep veel ingrediënten met verschillende vitamines bevat.